# Robert Kirkman
Robert Kirkman (Richmond, Kentucky, 1978. november 30. –) amerikai képregényíró. Legismertebb képregénye a The Walking Dead és Invincible. A kiadója az Image Comics. Emellett még az Ultimate X-Men és a Marvel Zombies képregényeket is csinálja.
Együttműködik az Image Comics társalapítójával, Todd McFarlane-nel, a Hunt képregény miatt. Ő az egyike az Image Comics partnerei közül, és az egyetlen társalapító.

## Magyar kiadások
- The Walking Dead Élőhalottak; rajz Charlie Adlard, 1. köt. rajz Tony Moore, fordította: Juhász Viktor; Kepregeny.hu, Budapest, 2011–

1. Holtidő; 2011
2. Úton; 2011
3. Menedék; 2011
4. Szívügyek; 2012
5. Farkastörvények; 2012
6. Siralomvölgy; 2013
7. Vihar előtti csend; 2013
8. Ostromállapot; 2014
9. Túlélők; 2014
10. Vadak; 2016
11. Vadászok; 2016
12. Idegenek között; 2016
13. Töréspont; 2017
14. Nincs kiút; 2017
15. Újrakezdés; 2017
16. A falakon túl; 2018
17. Kemény lecke; 2018
18. Utórengések; 2018
19. Hadak útján; 2018
20. Nyílt háború, első rész; 2019
21. Nyílt háború, második rész; 2019
22. Új kezdet; 2019
23. Suttogások és sikolyok; 2019
24. Élet és halál; 2019
25. Nincs visszaút; 2020
26. Háború előtt; 2020
27. A suttogó háború; 2020
28. Biztos halál; 2023
29. Túl a határon; 2023
30. Új világrend; 2024

- Robert Kirkman–Jay Bonansinga: The Walking Dead – Élőhalottak:  A Woodburybe vezető út; ford. Tarján Eszter; Delta Vision, Budapest, 2013
- Robert Kirkman–Jay Bonansinga: The Walking Dead – Élőhalottak:  A Kormányzó színre lép; ford. Tarján Eszter; Delta Vision, Budapest, 2013
- Robert Kirkman–Jay Bonansinga: The Walking Dead – Élőhalottak:  A Kormányzó bukása I.; ford. Szántai Zsolt; Delta Vision, Budapest, 2014
- Robert Kirkman–Paul Azaceta: Outcast – A kitaszított; fordította: Rusznyák Csaba; Frike Comics, Dunaharaszti, 2016–2017
  - 1. Körülvesz a sötétség; 2016
  - 2. Az árnyékból figyel; 2016
  - 3. Láthatatlan düh; 2017
  - 4. Megvilágítjuk utunkat; 2017
- Itt van Negan! The Walking Dead Élőhalottak; rajz: Charlie Adlard, fordította: Juhász Viktor; Books & Stuff Bt., Székesfehérvár, 2018